# معتقة (وشحة)

تعديل مصدري - تعديل

معتقة هي إحدى قرى عزلة ضاعن بمديرية وشحة التابعة لمحافظة حجة، بلغ تعداد سكانها 125 نسمة حسب تعداد اليمن لعام 2004.